# Педесети рођендан
„Педесети рођендан” је југословенски ТВ филм из 1966. године. Режирао га је Марио Фанели а сценарио је написао Erwin Sylvanus.

## Улоге
| Глумац             | Улога |
| ------------------ | ----- |
| Звонимир Ференчић  |       |
| Ана Карић          |       |
| Угљеша Којадиновић |       |
| Јован Личина       |       |
| Драго Митровић     |       |